# トンプソン島
トンプソン島（トンプソンとう、英語: Thompson Island）は、南大西洋に存在したとされた、いわゆる疑存島。Global Volcanism Programによると、ブーベ島（ノルウェー領）の北北東約70キロメートルの位置にあったとされる。ブーベ島は南部アフリカと南極大陸の間の亜南極に存在する島であり、最も近い陸地（南極大陸）まで約1,600キロメートルもの距離がある絶海の孤島である。

## 歴史
トンプソン島が最初に報告されたのは1825年のことで、捕鯨船船長のジョージ・ノリス（George Norris）によるものである。その後、1893年まで目撃報告がなされている。しかし、1898年にドイツ帝国の測量船「Valdivia」がブーベ島の位置を確定させた際に、併せてトンプソン島の位置を確定させるべくトンプソン島が存在されるとされた海域を調査したものの、結局発見できなかった。これは、1890年代に起こった火山活動によって島自体が海底に沈んでしまったものであると推測されていた。もっとも、1997年に行われた水深調査の結果によれば、トンプソン島があったとされる海域の水深は2,400メートル以上もの深さがあるとされており、火山活動の存在も不確かなものとなっている。
1898年時点で発見されなかったトンプソン島であるが、結局一部の地図では1943年の版まで記載され続けた。

## フィクションにおける扱い
- ジェフリー・ジェンキンス（英語版）の小説「A Grue of Ice」のクライマックスは、トンプソン島が対象となっている。登場人物がブーベ島にて、南極海の海水による錯視（蜃気楼）による位置の誤認を説明している[4]。